# Стадион Алфред Мари Жан
Стадион Алфред Мари Жан (фр. Stade Alfred-Marie-Jeanne) до августа 2011. је био познат под именом Стаде Ен Ками (Stade En Camée), је вишенаменски стадион који се налази у Ривје Пилоту, Мартиник, прекоморски департманом Француске. Тренутно се највише користи за фудбалске утакмице а користио се као место одржавања Карипског првенства 2010. године.

## Историјат
Објекат је званично отворен 15. децембра 2001. године међународним атлетским митингом под називом Стаде Мунисипал Ен Ками. Од 27. новембра до 1. децембра 2010. овде су се одигравале групне утакмице последњег кола Карипског фудбалског првенства 2010. године. Шестог августа 2011. стадион је преименован у „Стаде Алфред Мари-Жан“. Алфред Мари-Жан је рођен 1936. године у Ривије Пилоту,био је политичар и члан Покрета за независност Мартиника (МИМ), који је био градоначелник Ривије Пилота од 1971. до 2000. године, председник Регионалног савета Мартиника од 1998. до 2010. године.

## Фудбалске утакмице
| Датум              | Утакмица                              | Резултат | Такмичење        | Гледалаца |
| ------------------ | ------------------------------------- | -------- | ---------------- | --------- |
| 5. септембар 2014. | Мартиник - Барбадос                   | 3 : 2    | Златни куп 2015. | 0         |
| 5. септембар 2014. | Бонер - Суринам                       | 3 : 2    | Златни куп 2015. | 0         |
| 7. септембар 2012. | Британска Девичанска Острва - Суринам | 0 : 4    | Златни куп 2013. | 0         |
| 7. септембар 2012. | Мартиник - Монтсерат                  | 5 : 0    | Златни куп 2013. | 0         |
| 1. децембар 2010.  | Гваделуп - Антигва и Барбуда          | 1 : 0    | Куп Кариба 2010. | 0         |
| 1. децембар 2010.  | Гвајана - Јамајка                     | 0 : 4    | Куп Кариба 2010. | 0         |
| 29. новембар 2010. | Антигва и Барбуда - Гвајана           | 1 : 0    | Куп Кариба 2010. | 0         |
| 29. новембар 2010. | Гваделуп - Јамајка                    | 0 : 2    | Куп Кариба 2010. | 0         |
| 27. новембар 2010. | Гваделуп - Гвајана                    | 1 : 1    | Куп Кариба 2010. | 0         |
| 27. новембар 2010. | Јамајка - Антигва и Барбуда           | 3 : 1    | Куп Кариба 2010. | 0         |
| 12. новембар 2004. | Доминика - Гваделуп                   | 0 : 7    | Златни куп 2005. | 0         |
| 12. новембар 2004. | Мартиник - Француска Гвајана          | 0 : 0    | Златни куп 2005. | 0         |
| 25. април 2003.    | Хондурас - Тринидад и Тобаго          | 2 : 0    | Златни куп 2003. | 0         |